# Résolution 85 du Conseil de sécurité des Nations unies
Membres permanents
- Chine (Taïwan)
- États-Unis
- France
- Royaume-Uni
- URSS

Membres non permanents
- Cuba
- Égypte
- Équateur
- Inde
- Norvège
- Yougoslavie

Résolution no 84 Résolution no 86
La résolution 85 est une résolution du Conseil de sécurité de l'ONU qui a été votée le 31 juillet 1950 à la suite de l'offensive de la Corée du Nord contre la Corée du Sud le 25 juin 1950 point de départ de la guerre de Corée.

## Texte
- Résolution 85 sur fr.wikisource.org
- Résolution 85 sur en.wikisource.org